# Chikkonahalli, Krishnarajpet
Chikkonahalli là một làng thuộc tehsil Krishnarajpet, huyện Mandya, bang Karnataka, Ấn Độ.